# Малокомишуваська сільська рада
Малокомишува́ська сільська́ ра́да — адміністративно-територіальна одиниця та орган місцевого самоврядування в Ізюмському районі Харківської області. Адміністративний центр — село Мала Комишуваха.

## Загальні відомості
- Малокомишуваська сільська рада утворена в 1930 році.
- Територія ради: 114,62 км²
- Населення ради: 851 особа (станом на 2001 рік)

## Населені пункти
Сільській раді підпорядковані населені пункти:
- с. Мала Комишуваха
- с. Донецьке
- с. Копанки
- с. Семенівка
- с. Сніжківка
- с. Топольське
- с. Шпаківка

## Склад ради
Рада складалася з 12 депутатів та голови.
- Голова ради: Третьяков Юрій Борисович
- Секретар ради: Скрипник Наталія Іванівна

### Керівний склад попередніх скликань
| Прізвище, ім'я, по батькові | Основні відомості                                                                                  | Дата обрання | Дата звільнення |
| --------------------------- | -------------------------------------------------------------------------------------------------- | ------------ | --------------- |
| Третьяков Юрій Борисович    | Сільський голова, 1963 року народження, освіта незакінчена вища, член Народно-демократичної партії | 26.03.2006   | 31.10.2010      |
| Третьяков Юрій Борисович    | Сільський голова, 1963 року народження, освіта незакінчена вища, безпартійний                      | 31.10.2010   |                 |

Примітка: таблиця складена за даними сайту Верховної Ради України

### Депутати
За результатами місцевих виборів 2010 року депутатами ради стали:

#### За суб'єктами висування
| Суб'єкт висування | Кількість обраних депутатів | %    |
| ----------------- | --------------------------- | ---- |
| Самовисування     | 10                          | 83,3 |
| Партія регіонів   | 2                           | 16,7 |

#### За округами
| № округу        | Прізвище, ім'я, по батькові       | Дата визнання обраним | Освіта             | Партійна приналежність | Відомості про обраного депутата                                             |
| --------------- | --------------------------------- | --------------------- | ------------------ | ---------------------- | --------------------------------------------------------------------------- |
| Партія регіонів |                                   |                       |                    |                        |                                                                             |
| 6               | Мандик Олександра Василівна       | 08.04.2013            | вища               | позапартійна           | Малокомишуватська сільська рада, головний бухгалтер                         |
| 7               | Бублик Михайло Станіславович      | 08.04.2013            | вища               | член Партії регіонів   | Малокомишуватська ЗОШ І-ІІІ ст., сезонний кочегар                           |
| Самовисування   |                                   |                       |                    |                        |                                                                             |
| 1               | Дегтярьов Анатолій Федорович      | 01.11.2010            | вища               | член Партії регіонів   | пенсіонер                                                                   |
| 2               | Венжега Сергій Вікторович         | 01.11.2010            | вища               | позапартійний          | Малокомишуваська сільська рада, землевпорядник                              |
| 3               | Хвостик Іван Григорович           | 01.11.2010            | середня            | позапартійний          | пенсіонер                                                                   |
| 4               | Скрипник Наталія Іванівна         | 01.11.2010            | середня            | позапартійна           | Малокомишуваська сільська рада, секретар                                    |
| 5               | Коровченко Тетяна Єгорівна        | 01.11.2010            | вища               | член Партії регіонів   | Малокомишуваська сільська рада, спеціаліст з ведення бухгалтерського обліку |
| 8               | Бондаренко Андрій Вікторович      | 01.11.2010            | середня            | позапартійний          | пенсіонер                                                                   |
| 9               | Запорожченко Володимир Васильович | 01.11.2010            | середня спеціальна | позапартійний          | тимчасово не працює                                                         |
| 10              | Балабан Ірина Вікторівна          | 01.11.2010            | середня            | позапартійна           | тимчасово не працює                                                         |
| 11              | Назарько Володимир Олексійович    | 01.11.2010            | вища               | позапартійний          | Держлісгосп, мисливствознавець                                              |
| 12              | Ляшенко Олександр Петрович        | 01.11.2010            | середня            | позапартійний          | пенсіонер                                                                   |

## Населення
Згідно з переписом УРСР 1989 року чисельність наявного населення сільської ради становила 1266 осіб, з яких 545 чоловіків та 721 жінка.
За переписом населення України 2001 року в сільській раді мешкало 839 осіб.

### Мова
Розподіл населення за рідною мовою за даними перепису 2001 року:
| Мова       | Відсоток |
| ---------- | -------- |
| українська | 88,01 %  |
| російська  | 8,58 %   |
| інші       | 3,41 %   |